# Dan O'Meara
 (décembre 2020).
Pour les articles homonymes, voir O'Meara.
Dan O'Meara, né le 22 septembre 1948 en Afrique du Sud, est un universitaire sud-africain, professeur émérite à l'université du Québec à Montréal.

## Biographie
Dan O'Meara est détenteur d'un doctorat de l'université de Sussex en science politique et étude du développement en 1979. Professeur au Mozambique et en Tanzanie lorsque la répression des militants anti-apartheid le pousse à quitter l'Afrique du Sud, il s'installa finalement à Montréal, au Québec. Il fut le fondateur et le directeur du Consortium canadien pour l'Afrique Australe à l'université McGill de 1992 à 1996. Il fut notamment professeur/chercheur invité à l'université Yale et à l'université du Witwatersrand en Afrique du Sud.

Il est professeur émérite au département de science politique de l'université du Québec à Montréal, où il a enseigné, principalement, la théorie des relations internationales, la politique étrangère des États-Unis et un cours en collaboration avec Alex Macleod sur le cinéma et la Guerre froide. Il est directeur de recherche honoraire au CEPES. 
 (avril 2013).

## Apartheid
Ancien membre de l'ANC, Dan O'Meara dispose d'une expérience de militant contre l'apartheid. Spécialiste de l'Afrique du Sud et de l'idéologie afrikaner, ses recherches évoluent ensuite vers des travaux portant sur la Grande-Bretagne et sur les États-Unis.

### Publications (sélection)
- Théorie des relations internationales: Contestations et résistances, avec Alex Macleod, Montréal: Éditions Athena, 2007, 515 p.  (ISBN 2922865533)
- (en) Forty Lost Years : The National Party and the Politics of the South African State, 1948-1994.  Athens (Ohio): Ohio University Press, 1996. 624 p.  (ISBN 082141173X)
- (en)(Dir.)The Politics of Change in Southern Africa. Montréal :Consortium canadien pour la recherche sur l'Afrique australe, 1995.
- (en) Volkskapitalism: Class, Capital and Ideology in the Development of Afrikaner Nationalism, 1934-1948, Cambridge: Cambridge University Press, 2009, 300 p.  (ISBN 052110467X)